# Concentración de Fuerzas Populares
La Concentración de Fuerzas Populares (CFP) fue un partido político de Ecuador, identificado con tendencias populistas.

## Historia
El partido se creó bajo el nombre Unión Popular Republicana, fundado por Rafael Mendoza Avilés para promocionar sus candidaturas a la Alcaldía de Guayaquil. Luego de perder en 1947 y 1949, el coideario de Mendoza, Carlos Guevara Moreno toma control del partido y lo reestructura. El CFP como tal fue fundado en 1949 por: Alfredo Escobar Urbina y Carlos Guevara Moreno el capitán del pueblo, ex velasquista. Esto se convierte en uno de los partidos políticos más antiguos y tradicionales del país. En sus inicios el CFP fue plataforma política de Guevara Moreno, bajo el cual llegó a la alcaldía de Guayaquil en 1951 y aspiraba a la presidencia de la república. En esta época el CFP fue un acérrimo opositor al gobierno de José María Velasco Ibarra, lo que valió una amplia persecución a sus dirigentes, siendo destituido de la alcaldía y apresado Guevara Moreno. En la década de los 60, el CFP tuvo gran influencia y poder, en especial en la costa del país.

### Assad Bucaram
En 1962, Guevara Moreno escogió a Assad Bucaram como candidato a la alcaldía de Guayaquil en 1962, triunfando en la elección, empezando a acumular gran poder e influencia en el partido debido a su gran popularidad y personalidad, tomando en poco tiempo el control del partido, resultando en la separación de Guevara Moreno del mismo junto a varios de sus coidearios como José Hanna Musse, formando el Partido Nacional Guevarista, posteriormente Acción Popular Revolucionaria Ecuatoriana.
En 1966, Assad Bucaram ejerció como vicepresidente de la Asamblea Constituyente, incrementando su influencia nacional, en 1967 regresó a la alcaldía de Guayaquil, incrementando considerablemente su popularidad y en 1970 fue elegido prefecto del Guayas. Durante la dictadura de Velasco Ibarra, Bucaram fue encarcelado y exiliado a Panamá, pero en 1972, al empezar a retornar al régimen constitucional le fue permitido a Bucaram regresar y lanzó su candidatura presidencial, teniendo asegurado el triunfo, resultando en una nueva dictadura militar.
En 1979 como parte del plan de retorno al sistema democrático y bajo la dirección de Assad Bucaram, llevó a la Presidencia de la República al Ab. Jaime Roldós Aguilera al haber sido impedido Bucaram de lanzar su candidatura.
Assad Bucaram (†) (1916-1981), líder máximo de Concentración de Fuerzas Populares (CFP), falleció la tarde del 5 de noviembre de 1981 en Guayaquil, sufrió así a consecuencia de un infarto cardiaco sorpresivo masivo a los 64 años de edad. Cumplió una intensa actividad política que lo llevó a ocupar varias funciones como alcalde de Guayaquil en dos periodos (1962-1963) y (1967-1970), amigo y enemigo político de José María Velasco Ibarra en la época del Quinto Velasquismo (1968-1972), prefecto del Guayas, vicepresidente de la Asamblea Constituyente de 1966 y presidente de la Cámara Nacional de Representantes en el periodo 1979-1980. Bucaram recibía el 5 de noviembre de 1981 su sepultura en Guayaquil, a tres días de su fallecimiento. Miles de personas se desfilaban que lo acompañaban hasta el Cementerio General de Guayaquil, desde el local de su partido (Boyacá y Av. Olmedo) en el centro de Guayaquil, en un recorrido de 3 km, aproximadamente. El 6 de noviembre de ese mismo año en el Salón de la Ciudad del Municipio de Guayaquil se realizaron las honras fúnebres. Miles de personas despidieron el cadáver del líder populista la tarde del 7 de noviembre de ese mismo año en el Cementerio General de Guayaquil, donde recibió sepultura. El cortejo fúnebre ingresó por la puerta N.º 7 cerca de las 18:00 del mismo día, mientras se escuchaban consignas y cánticos populares. Hubo escenas de dolor cuando antiguos militantes del CFP le rindieron homenaje.
Desde noviembre de 1981 entró en un proceso de paulatino debilitamiento político bajo el liderazgo de Averroes Bucaram, hijo de Assad Bucaram, teniendo progresiva pérdida de representatividad electoral, habiendo sido incluso eliminado como partido político del registro electoral. Finalmente desapareció del padrón electoral, en 2014 tras 65 años de existencia.

## Resultados

### Elecciones Presidenciales
| Año  | Candidatos            | Candidatos             | 1a Vuelta             | 1a Vuelta             | 2a Vuelta             | 2a Vuelta             | Resultado             | Notas |
| Año  | Presidente            | Vicepresidente         | Votos                 | %                     | Votos                 | %                     | Resultado             | Notas |
| ---- | --------------------- | ---------------------- | --------------------- | --------------------- | --------------------- | --------------------- | --------------------- | --- |
| 1956 | Carlos Guevara Moreno | Alfonso Zambrano       | 149.935               | 24.38%                |                       |                       | tercer Lugar          | |
| 1960 | Antonio Parra Velasco | Benjamín Carrión       | 45,822                | 5.97%                 |                       |                       | cuarto Lugar          | Parte de Unión Democrática Nacional Anti-Conservadora                                                                                |
| 1968 | Andrés F. Córdova     | Jorge Zavala Baquerizo | 264.312               | 30.97%                |                       |                       | segundo Lugar         | Parte del Frente de Izquierda Democrática. En alianza con el Partido Liberal Radical Ecuatoriano y el Partido Socialista Ecuatoriano |
| 1979 | Jaime Roldós          | Osvaldo Hurtado        | 381,215               | 27.70 %               | 1,025,148             | 68.49 %               | Electo                | |
| 1984 | Ángel Duarte          | Luis Rosanía           | 298,397               | 13.52 %               |                       |                       | tercer Lugar          | |
| 1988 | Ángel Duarte          | Teresa Minuche         | 239,056               | 7.86 %                |                       |                       | sexto Lugar           | |
| 1992 | Averroes Bucaram      | Patricio del Pozo      | 45,768                | 1.34 %                |                       |                       | 9.º Lugar             | |
| 1996 | No presentó candidato | No presentó candidato  | No presentó candidato | No presentó candidato | No presentó candidato | No presentó candidato | No presentó candidato | No presentó candidato |
| 1998 | No presentó candidato | No presentó candidato  | No presentó candidato | No presentó candidato | No presentó candidato | No presentó candidato | No presentó candidato | No presentó candidato |
| 2002 | No presentó candidato | No presentó candidato  | No presentó candidato | No presentó candidato | No presentó candidato | No presentó candidato | No presentó candidato | No presentó candidato |
| 2006 | Jaime Damerval        | Lida Moreno            | 25,284                | 0.46%                 |                       |                       | 10.º Lugar            | |